# Émile-Allain Séguy

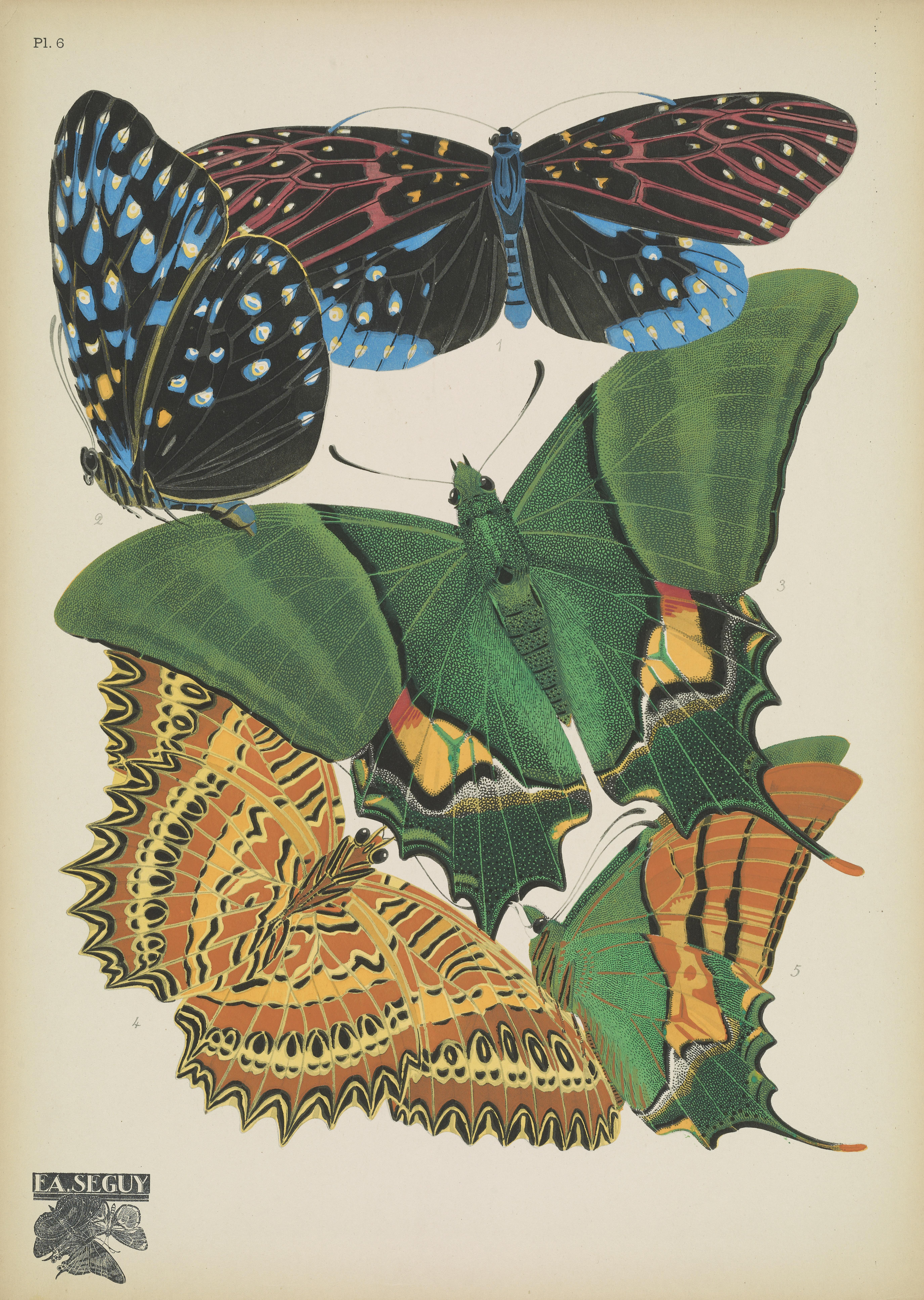
Papillons (Pl. 6) 1928

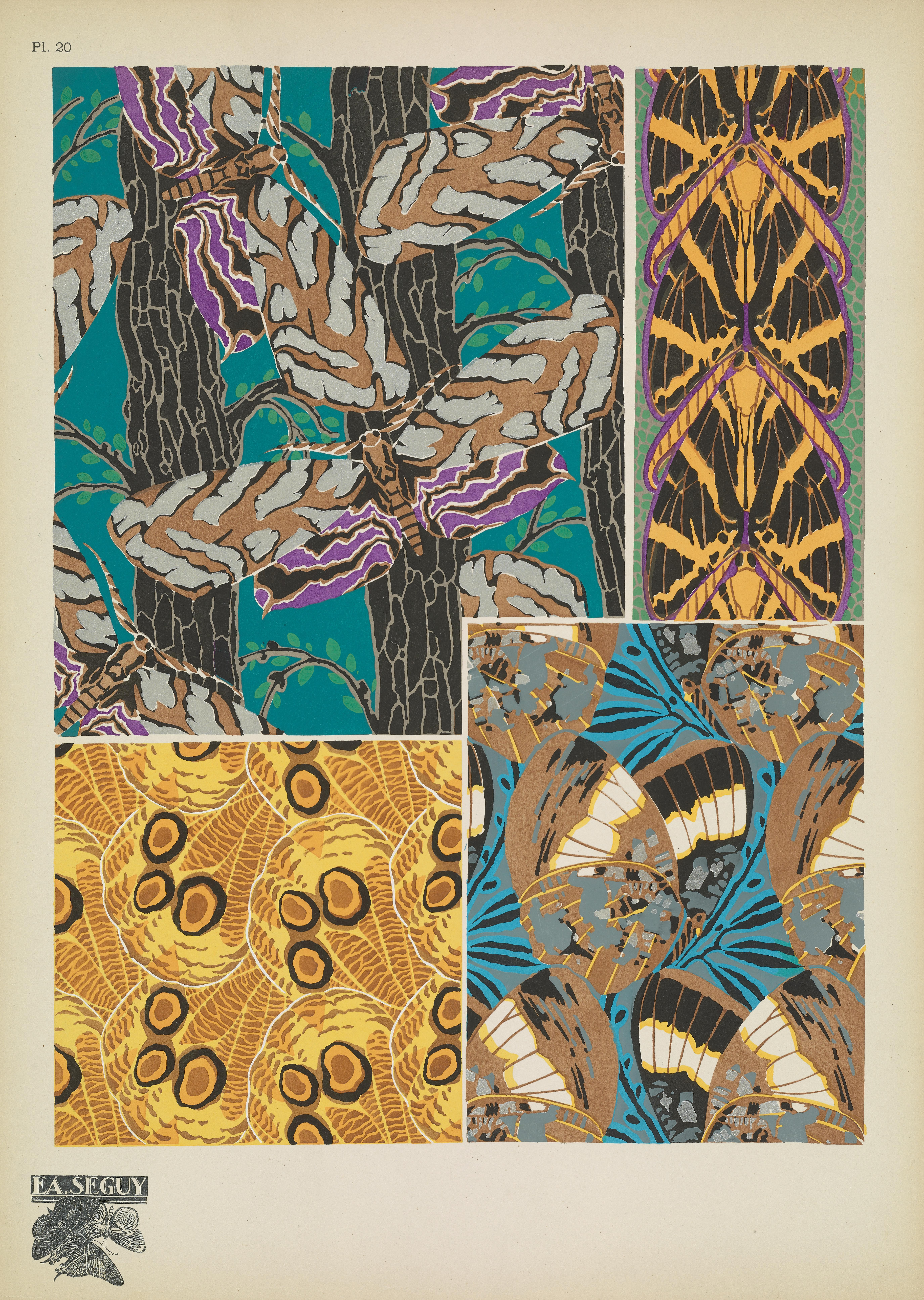
Papillons (Pl. 20) 1928

E.A. Séguy (1877-1951) is vooral bekend als een kunstenaar en ontwerper die actief was in Parijs gedurende de eerste drie decennia van de twintigste eeuw. Hij wordt vaak verward met de Franse entomoloog die gespecialiseerd is in Diptera, Eugène Séguy (1890-1985).

## Werk
Seguy produceerde elf albums met illustraties en patronen met natuurthema's, geïnspireerd op vlinders en andere insecten. Ook gebruikte hij bloemen, bladeren, kristallen en dieren als inspiratiebron in zijn werk. Seguy was een van de weinige kunstenaars die zowel art-deco- als art-nouveau-stijlen met succes combineerde in zijn werk. Zijn felgekleurde geometrische patronen gebruikte hij voor decoratieve items als textiel en behang.
Dover Publications nam de albums van Seguy over in een boek getiteld Seguy's Decorative Butterflies and Insects in Full Color. 
Het doel van Émile-Allain Seguy was om kleurrijke exotische dieren af te beelden die ten onrechte werden verwaarloosd door westerse decoratieve kunstenaars. Hij was geboeid door hun zeldzaamheid. Seguy wist dat vlinders gemakkelijk zouden worden aanvaard, maar vond het ook belangrijk aandacht te geven aan de andere insecten. Seguy beschouwde insecten als door de natuur geconstrueerde machines en vond dat deze recht hadden op dezelfde belangstelling als vliegtuigen, oceaanstomers of een locomotief; de natuur was een succesvolle industriële ontwerper. Miami University in Oxford, Ohio bevat de Walter Havighurst Special Collections; deze herbergt verschillende folio's van Seguy's werk, met de originele pochoir-prints.

## Pochoirtechniek
Seguy's albums werden gemaakt met behulp van een uniek stencildrukproces, pochoir genaamd, dat aan het begin van de 20e eeuw populair was in Frankrijk. Vergeleken met andere reproductietechnieken is de levensechtheid van de kleuren het meest opvallende kenmerk van de pochoir. Ze zijn daardoor helderder dan bijvoorbeeld een litho of een zeefdruk, omdat de verf er driedimensionaal opgelegd is, in plaatst van erop gedrukt.
Pochoir is een proces dat gebruikmaakt van de methode van het aanbrengen van pigment op papier door het gebruik van sjablonen. Eerst maakte de kunstenaar een afbeelding in aquarel of gouache. Het ontwerp werd vervolgens geanalyseerd om de benodigde kleuren en het benodigde aantal sjablonen te bepalen. De sjablonen kunnen worden gesneden uit willekeurige materialen, waaronder koper, zink, geolied karton of celluloid. De verf werd aangebracht door middel van de gaten in de mallen door zacht te drukken met borstels of pompons. De afdrukken werden volledig met de hand vervaardigd, en elke werd afzonderlijk onderzocht en goedgekeurd na voltooiing. Hoewel het concept eenvoudig in het gebruik is, kan pochoir in de praktijk behoorlijk ingewikkeld worden, waarbij sommige afbeeldingen het gebruik van 100 sjablonen vereisen om een enkele afdruk te produceren. Het was een zeer kostbare, arbeidsintensieve procedure gezien de ontwikkeling van de naoorlogse lonen.